# 青谿書院

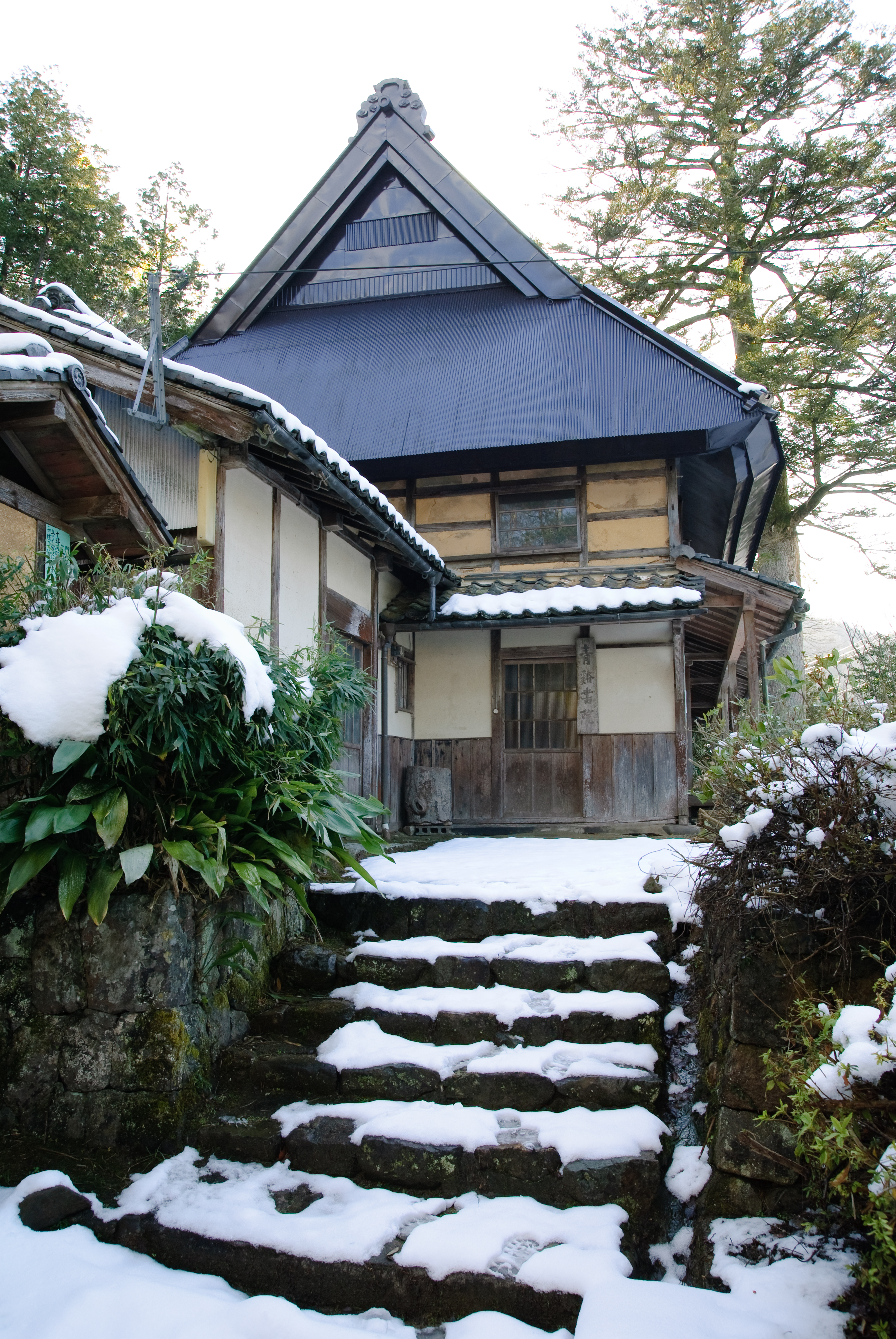
八鹿青谿書院

青谿書院（せいけいしょいん）は、兵庫県養父市八鹿町宿南171にあった池田草庵の私塾。1970年(昭和45年)3月に県の指定文化財になる。
1847年（弘化4年）6月8日に池田草庵が生誕地である宿南村に開いた。1878年(明治11年)に亡くなるまでの31年間、門人の数は全国30カ国から611人に及んだとされる。青谿(青渓)の名は地元の青渓中学校に受け継がれている。

## 名前の由来
池田草庵が地元を流れる青山川の谷間を臨む書院ということから名付けたとされる。

## 学問の特色
学力がほぼ等しい者を集めて授業が進められ、中国の儒学の古典が多数用いられた。『大学 (書物)|大学』『中庸』『論語』などで学力の進んでいるものは『易経』『詩経』『書経』などであったとされ、特に『大学』を重視したとされる。学問は孔子の「徳と礼」、朱子の「仁・義・礼・知」、王陽明の「知行合一」。黙坐によってたえず自分を反省し、修養を高める工夫に徹し、最後に劉念台の「眞独」を教えたと伝わる。

## 入塾者数
- 弘化4年(1847年)～嘉永5年(1852年) 42人
- 嘉永5年(1852年)～安政4年(1857年) 46人
- 安政4年(1857年)～文久2年(1862年) 73人
- 文久2年(1862年)～慶応2年(1866年) 101人
- 慶応2年(1866年)～明治4年(1871年) 185人
- 明治4年(1871年)～明治9年(1876年) 125人
- 明治9年(1876年)～明治11年(1878年)41人

## 青谿書院記
池田草庵が安政4年(1857年)に青谿書院について書いた文章。冒頭は「青谿書院池田輯読書之處也」とある。

## 明治期の青谿書院
明治5年(1872年)の学制発布により家塾は廃止されたが、青谿書院は家塾開業願いにより継続。池田草庵が亡くなる直前の明治11年(1878年)9月まで塾は継続された。

## 青谿書院資料館
昭和58年(1983年)9月に竣工。展示室と談話室から成り、展示室には自筆稿本、蔵書類が収蔵されている。 

## 著名な出身者
- 北垣国道（内務官僚、政治家。第4代高知県令、徳島県令、第3代京都府知事、第4代北海道庁長官、貴族院議員、枢密顧問官）
- 久保田譲（文部官僚、政治家。第18代文部大臣（第1次桂内閣）、貴族院議員、枢密顧問官）
- 浜尾新（文部官僚、政治家。第9代文部大臣（第2次松方内閣）、貴族院議員、枢密院議長、枢密院副議長、枢密顧問官、内大臣、元老院議官）
- 原六郎（銀行家。第百国立銀行・東京貯蓄銀行・横浜正金銀行各頭取）

## 利用情報
- 開館日　4月～12月(木～月曜日)　火、水曜日休館　1月～3月は土、日曜日のみ開館
- 開館時間　10時～16時
- 入館料　無料

## 交通アクセス
- 八鹿駅からバスで10分。全但バス「日和山」行「宿南」下車徒歩10分。